# 比洛斯凯柳瓦泰
48°27′6″N 39°38′55″E / 48.45167°N 39.64861°E
比洛斯凯柳瓦泰（烏克蘭語：Білоскелювате）是位於烏克蘭東部的村莊，由盧甘斯克州多夫然斯克區的索羅基內市鎮負責管轄。該村始建於1906年，面積1.69平方公里，海拔高度152米，2001年人口712，人口密度每平方公里421.3人。